# برنس ألكسندر فون فيرستنبيرغ
برنس ألكسندر فون فيرستنبيرغ (بالإنجليزية: Alexander von Fürstenberg)‏ هو نجم اجتماعي وشخصية أعمال أمريكي، ولد في 25 يناير 1970 في ماليبو في الولايات المتحدة.